# Сан-Матіаш (Бежа)
Сан-Матіаш (порт. São Matias; МФА: [ˈsɐ̃w mɐ.ˈti.ɐʃ]) — парафія в Португалії, у муніципалітеті Бежа. Розташована в південній частині країни, на теренах історичної португальської провінції Алентежу. Входить до складу округу Бежа. За адміністративним поділом, чинним до 1976 року, терени парафії були складовою провінції Нижнє Алентежу. Належить до Безької діоцезії Католицької церкви. Патрон — святий Матвій. Площа — 70,2277 км². Населення — 569 ос. (2011). Слабо урбанізований регіон. Густота населення — 8,1 осіб/км²
. Код — 020516.

## Населення
| Кількість мешканців | Кількість мешканців | Кількість мешканців | Кількість мешканців | Кількість мешканців | Кількість мешканців | Кількість мешканців | Кількість мешканців | Кількість мешканців | Кількість мешканців | Кількість мешканців | Кількість мешканців | Кількість мешканців | Кількість мешканців | Кількість мешканців |
| ------------------- | ------------------- | ------------------- | ------------------- | ------------------- | ------------------- | ------------------- | ------------------- | ------------------- | ------------------- | ------------------- | ------------------- | ------------------- | ------------------- | ------------------- |
| 1864                | 1878                | 1890                | 1900                | 1911                | 1920                | 1930                | 1940                | 1950                | 1960                | 1970                | 1981                | 1991                | 2001                | 2011                |
| 655                 | 773                 | 732                 | 849                 | 1 302               | 1 205               | 1 232               | 1 275               | 1 272               | 1 299               | 976                 | 852                 | 753                 | 654                 | 569                 |